# سرویس کورپوریشن اینترنشنال
سرویس کورپوریشن اینترنشنال (انگلیسی: Service Corporation International) شرکت خدمات خاکسپاری آمریکایی است، که در سال ۱۹۶۲ تأسیس شد.